# 주르제구
주르제구(Sursee District)는 스위스 루체른주의 독일어권에 있는 5개의 암테른 또는 구 중 하나이다. 주르제구의 수도는 주르제 마을이다. 2020년 12월 31일 기준, 인구는 76,451명이다. 2013년에는 칸톤 개편의 일환으로 암트 주르제에서 발크라이스 주르제로 이름이 변경되었다. 여섯 번째 발크라이스(선거구)가 만들어졌지만, 주르제에서 다른 모든 것은 본질적으로 변경되지 않았다.

## 행정구역
주르제구는 다음과 같은 지자체로 구성되어 있다.
| 지자체       | 인구 (31 December 2017) | 면적, km2 |
| ------------ | ----------------------- | --------- |
| 베로뮌스터   | 6,478                   | 42.12     |
| Büron        | 2,444                   | 5.37      |
| Buttisholz   | 3,287                   | 16.71     |
| Eich         | 1,632                   | 9.22      |
| Geuensee     | 2,911                   | 6.47      |
| Grosswangen  | 3,273                   | 19.70     |
| Hildisrieden | 2,275                   | 7.04      |
| Knutwil      | 2,182                   | 9.74      |
| Mauensee     | 1,488                   | 45.10     |
| Neuenkirch   | 7,104                   | 26.25     |
| Nottwil      | 3,848                   | 14.83     |
| Oberkirch    | 4,679                   | 9.10      |
| Rickenbach   | 3,254                   | 11.85     |
| Ruswil       | 6,856                   | 45.3      |
| Schenkon     | 2,862                   | 6.8       |
| Schlierbach  | 878                     | 7.2       |
| 젬파흐       | 4,128                   | 8.95      |
| 주르제       | 9,900                   | 5.9       |
| Triengen     | 4,652                   | 22.08     |
| 전체         | 72,373                  | 287.74a   |

^a  1992/97 survey gives a total area of 287.50 km2 (111.00 mi2) without including certain large lakes, while the 2000 survey includes lakes and gives the higher value.

## 합병과 명칭 변경
- 2004년 1월 1일 슈바르첸바흐의 이전 시정촌이 베로뮌스터 시로 합병되었다.[3]
- 2009년 1월 1일 군츠빌의 이전 자치제 가 베로뮌스터 자치제로 합병되었다.
- 2013년 1월 1일, 노이도르프의 이전 시정촌은 베로뮌스터 시로 합병되었고, 페피콘의 이전 시정촌은 리켄바흐 시로 병합되었다. 볼후젠의 시정촌은 주르제구에서 엔틀레부흐구로 이전했다.[3]